# Lipocarpha
Lipocarpha  R.Br. é um género botânico pertencente à família Cyperaceae.
O gênero apresenta aproximadamente 60 espécies.

## Sinônimos
- Hemicarpha Nees
- Rikliella J.Raynal

## Principais espécies
- Lipocarpha glomerata
- Lipocarpha gracilis
- Lipocarpha humboldtiana
- Lipocarpha micrantha
- Lipocarpha salzmanniana
- Lipocarpha sellowiana
- «PPP-Index Lista completa»